# Nezávislá množina

Modře označené vrcholy tvoří maximální nezávislou množinu vyobrazeného grafu.

Nezávislá množina (NM) je pojem z teorie grafů. Nezávislá množina v grafu je taková množina jeho vrcholů, že žádné dva z nich nejsou spojeny hranou.

## Definice
Nechť G = (V, E) je graf, pak {\displaystyle S\subseteq V} je nezávislá množina, pokud platí {\displaystyle \forall x,y\;\in S:(x,y)\notin E}.

### Nezávislost grafu
Nezávislost grafu G (značíme {\displaystyle \alpha (G)} )je největší počet prvků nezávislé množiny grafu G.

## Maximální nezávislá množina
Častou úlohou v teorii grafů je hledání maximální nezávislé množiny daného grafu. Ukazuje se ovšem, že je to NP-úplný problém. Důkaz se provádí polynomiálním převodem instance problému maximální kliky v grafu na instanci problému NM (hledání nezávislé množiny velikosti k odpovídá hledání kliky velikosti k v doplňkovém grafu).
Pokud by bylo možné řešit tento problém deterministicky v polynomiálním čase, bylo by tak možné řešit i problém kliky, o kterém je dokázáno, že je NP-úplný.